# François Bonamy
François Bonamy, (10 de mayo de 1710, Nantes-5 de enero de 1786, Nantes) fue un médico y botánico francés.

## Biografía
Médico y botánico nantés (miembro de la Familia Bonamy, originario de Florencia), enseñando botánica hasta sus 50 años, gratuitamente y en público. Por su propia cuenta, mantiene un jardín botánico exótico.
Fundador de la Sociedad de agricultura de Bretaña (la primera en Francia), fue el autor de Flore des environs de Nantes aparecido en 1782.
Fue decano de la Facultad de Medicina de Nantes, procurador general, y luego rector de la Universidad real de Nantes. Director del establecimiento del Jardín de las plantas de Nantes en 1737, y fue médico personal de Barrin de la Galissonnière.
En 1764, a través de un recurso interpuesto por un joven químico, M. Louvrier, Bonamy identificó el laurel tulipán o Magnolia grandiflora plantado hacia 1731 en Maillardière, cerca de Rezé por René Darquistade, luego alcalde de Nantes. Unos años más tarde, con la ayuda del jardinero Moreau, Bonamy intenta y tiene éxito en repetidas ocasiones, con el clonado, pero por desgracia, cada vez son robados. Para el cuarto año, su paciencia es finalmente recompensada y contribuye a propagar descendientes del famoso árbol, dando notoriedad botánica a Nantes.
Habiendo cesado sus actividades en 1780, le sucedió Armand Prudent Lemerle.
Era el abuelo de Eugène Charles Bonamy y de Paul Proust de La Gironière, y padrastro de Pierre-Louis Athenas.

## Algunas publicaciones
- Florae Nannetensis prodromus... curante magistro Francisco Bonamy, Flore des environs de Nantes. Nannetis : ex typ. Brun, 1782

- Addenda ad Florae Nannetensis prodromum, curante magistro Francisco Bonamy. Nannetis : ex typ. Brun, 1785

## Honores

### Eponimia
- (Lamiaceae) Bonamya Neck.[3]